# Oak Park Heights
Oak Park Heights és una població dels Estats Units a l'estat de Minnesota. Segons el cens del 2000 tenia 3.957 habitants.

## Demografia
Segons el cens del 2000, Oak Park Heights tenia 3.957 habitants, 1.528 habitatges, i 921 famílies. La densitat de població era de 507,6 habitants per km².
Dels 1.528 habitatges en un 30,6% hi vivien nens de menys de 18 anys, en un 45,7% hi vivien parelles casades, en un 10,1% dones solteres, i en un 39,7% no eren unitats familiars. En el 34,8% dels habitatges hi vivien persones soles el 16,2% de les quals corresponia a persones de 65 anys o més que vivien soles. El nombre mitjà de persones vivint en cada habitatge era de 2,26 i el nombre mitjà de persones que vivien en cada família era de 2,94.
Per edats la població es repartia de la següent manera: un 21,8% tenia menys de 18 anys, un 9,1% entre 18 i 24, un 34,4% entre 25 i 44, un 21,8% de 45 a 60 i un 12,8% 65 anys o més.
L'edat mediana era de 36 anys. Per cada 100 dones de 18 o més anys hi havia 119,3 homes.
La renda mediana per habitatge era de 48.425 $ i la renda mediana per família de 69.485 $. Els homes tenien una renda mediana de 46.558 $ mentre que les dones 30.788 $. La renda per capita de la població era de 23.293 $. Entorn del 2,1% de les famílies i el 3,4% de la població estaven per davall del llindar de pobresa.

## Poblacions més properes
El següent diagrama mostra les poblacions més properes.